# Getk
Getk (in armeno Գետք?) è un comune di 601 abitanti (2010) della Provincia di Shirak in Armenia.